# Parposz
Parposz, aloza parposz (Alosa fallax) – gatunek anadromicznej ryby  z rodziny śledziowatych (Clupeidae).

## Występowanie
Morze Bałtyckie oraz północno-wschodni Ocean Atlantycki wzdłuż wybrzeży Europy, od Norwegii do Maroka, spotykany również w Morzu Śródziemnym i w Morzu Czarnym. Gatunek pelagiczny, bytuje na głębokości do 1 m. Opisano kilka podgatunków, w tym formy słodkowodne w jeziorach alpejskich, m.in. Maggiore i Garda.  

## Cechy morfologiczne
Długość do 60 cm. Ciało bocznie spłaszczone, dość wysokie, pokryte rzędami dużych, kolistych łusek. Na bokach za pokrywami skrzelowymi występuje od 4 do 8 ciemnych plam.

## Odżywianie
Odżywia się głównie małymi rybami i skorupiakami.

## Rozród
Na rozród wpływa do estuariów, rzadko w górę rzek. Tarło odbywa od połowy kwietnia do czerwca. Larwy unoszą się w toni wodnej niesione z prądem do morza.

## Ochrona
Na terenie Polski parposz był objęty ścisłą ochroną gatunkową. Od 2014 r. objęty jest ochroną częściową.